# アベル・ポッセ
アベル・ポッセ（スペイン語: Abel Posse、1934年1月7日 - 2023年4月14日）は、アルゼンチン出身の小説家、外交官。
観念性と官能性との融合が特徴とされている。代表作に『楽園の犬』がある。

## 人物
1934年、アルゼンチン・コルドバ州コルドバ市に生まれる。大学では法学を学び、パリに渡り政治学と文学とを学んだ。帰国後は外交官を務める傍ら小説を書き、作品を発表している。1973年には当時の事実上の大統領であったアレハンドロ・アグスティン・ラヌーセの指示を受け、ヴェニスで活動している
一連の短編小説や詩とともに、14の小説、7つのエッセイのコレクション、広範なジャーナリズムの作品を書いている。彼の物語のフィクションは、いくつかの著名な賞を受賞している。
2012年11月、彼はアルゼンチン文学アカデミーの番号付きメンバーになった。
1966年から2004年まで、アルゼンチン外務局の外交業務を中断することなく実行した。
ブエノスアイレスのリベラルで保守的な日刊紙LaNación、その他のアルゼンチンの日刊紙（Perfil、La Gaceta deTucumán）、スペインの新聞（ABC、El Mundo、ElPaís）に定期的に寄稿している。彼はまた、Revista Argentina deEstudiosEstratégicos（Argentine Journal of Strategic Studies）の編集長も務めている。彼のジャーナリズムの出版物には約400の記事が含まれており、その多くは、アルゼンチン、el gran viraje（2000）、Eleclipseargentinoなどの彼の社会政治エッセイのコレクションに掲載されている。
2023年4月14日、死去。89歳没。

## 邦訳作品
- 『楽園の犬』鬼塚哲郎 訳 現代企画室〈ラテンアメリカ文学選集7〉1992年5月

## 作品リスト

### 小説
- Los bogavantes (1970)
- La boca del tigre (1971)
- Daimón (1978) (Translated from the Spanish by Sarah Arvio. Atheneum, Macmillan, New York, 1992)
- Momento de morir (1979)
- Los perros del paraíso (1983); The dogs of Paradise (Translated from the Spanish by Margaret Sayers Peden. Atheneum, Macmillan, New York, 1989)
- Los demonios ocultos (1987)
- La reina del Plata (1988)
- El viajero de Agartha (1989)
- El largo atardecer del caminante (1992)
- La pasión según Eva (1994)
- Los cuadernos de Praga (1998)
- El inquietante día de la vida (2001)
- Cuando muere el hijo (2009)
- Noche de lobos (2011)
- Vivir Venecia (2016, forthcoming)

### エッセイ
- Biblioteca esencial (1991)
- Argentina, el gran viraje (2000)
- El eclipse argentino. De la enfermedad colectiva al renacimiento (2003)
- En letra grande (2005)
- La santa locura de los argentinos (2006)
- Sobrevivir Argentina (2014)
- Réquiem para la política. ¿O renacimiento? (2015)

### 詩集
- “Invocación al fantasma de mi infancia muerta”, El Mundo, Buenos Aires, 13/03/1959.
- “En la tumba de Georg Trakl”, Eco, Revista de la cultura de Occidente, Bogotá, n°25, 05/1962, p. 35-37.
- “Georg Trakl 1887-1914”, La Gaceta, San Miguel de Tucumán, 1/02/1987.
- Celebración del desamparo, 1970 (inédito).
- Celebración de Machu Pichu (1977)

### 短編集
- “Cuando el águila desaparece”, La Nación, 17/08/1989.
- “Paz en guerra”, en Relatos por la paz, Amsterdam: Radio Nacional Holanda, 2000, p. 67-75

### 翻訳
- Martín Heidegger, El sendero del campo, traducción de Sabine Langenheim y Abel Posse, Rosario: Editorial La Ventana, 1979, 58 p.